# 삼성초등학교 (파주시)
삼성초등학교는 대한민국 경기도 파주시에 있는 공립 초등학교이다.

## 학교 연혁
- 1933. 3.25 삼성강습소 인가
- 1943. 3.25 탄현국민학교 삼성분교 인가
- 1952.12.26 삼성국민학교 인가
- 1953. 2.13 제1대 심봉택 교장 취임
- 1953. 4.16 삼성국민학교 개교
- 1996. 3. 1 삼성초등학교 개명
- 1999. 9. 1 삼성초등학교 병설유치원 개설
- 2014. 2.14 제62회 졸업식(졸업생 총수 2,156명)
- 2014. 9. 1 제20대 김성희 교장 부임
- 2015. 2.13 제63회 졸업식(졸업생 총수 2,163명)
- 2015. 3. 1 초등 6학급, 유치원 1학급 인가
- 2015. 3. 1 경기도교육청지정 도예특성화 학교지정(2010년부터 계속 운영)

## 참고 자료
- 삼성초등학교 - 한국교육학술정보원 학교알리미